# Alrededor del piano

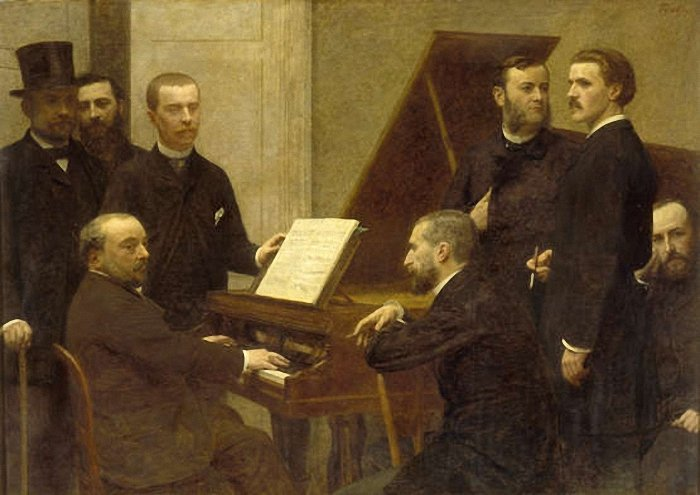
Alrededor del piano
Henri Fantin-Latour, 1885
160 × 220,5 cm
Óleo sobre lienzo
Museo de Orsay, Paris

Alrededor del piano (en francés, Autour du piano) es un cuadro de Henri Fantin-Latour, pintado en 1885, que representa varios músicos célebres. Se encuentra en el Museo de Orsay. Se trata de uno de cuatro cuadros de este pintor que plasmaba al grupo representativo de artistas e intelectuales de su tiempo.

## Contexto
El cuadro es el cuarto de una serie de retratos de grupo. El primero, Homenaje a Delacroix, es de 1864. El segundo, Un taller en el Batignolles, es de 1870. El tercero, Un rincón de la mesa, es de 1872 y presenta a los poetas que el pintor admiraba. Los cuatro se encuentran en el Museo de Orsay.
Su tema son los conciertos del grupo el pequeño Bayreuth, de Antoine Lascoux. Fue expuesto en el Salón de la Sociedad de Artistas franceses en 1885. Fue hecho poco después de que el coleccionista de arte Edmond Maître llevara a Fantin-Latour a Londres con motivo de la temporada de obras de Richard Wagner. Frédéric Bazille le presentó al resto del grupo a ese amigo de Maître.
A pesar de los tres cuadros anteriores y de muchos bodegones y ramos de flores, no había obtenido el éxito crítico esperado. Alrededor del piano fue por ende su primera obra con un amplio impacto positivo. Se conservó primero en el Museo de Luxemburgo, en los Jardines de Luxemburgo, en 1915. En 1927 pasó al Museo del Louvre y a la Galería Jeu de Paume de 1947. En la actualidad, está en el Museo de Orsay. Se exhibió en muchas retrospectiva de Fantin-Latour. Las personalidades representadas en el lienzo admiraban la música de Richard Wagner, como Lascoux. De hecho, los bautizaron los 'wagneristas'. Es parte de una corriente llamada pinturas wagnerianos en un momento en que, tras la muerte de Wagner, admiración por el músico alemán está en su apogeo. Sobre el mismo tema, Jacques-Emile Blanche ya ha producido una tabla: En el piano, el retrato de una chica joven que juega Parsifal. Había tantos pintores de estiba bajo la etiqueta de la pintura wagneriana: Auguste Renoir, Degas, Monet, Cézanne, Redon, Puvis de Chavannes. Sin embargo, en 1886, el movimiento antialemán impidió la representación de Lohengrin en la Ópera Nacional de París, como el pintor Gustave Boulanger amenazó envahir.
La mesa tenía un gran éxito en su primera exposición, fue a partir de esa fecha, se presenta en varios retrospectiva de Fantin-Latour, o en exposiciones colectivas:

## Descripción
En el cuadro hay ocho personajes, que están sentados en torno a un piano. De izquierda a derecha, estos son:
- Sentados: Emmanuel Chabrier en el piano, Edmond Maître y, algo alejado, Amédée Pigeon.
- De pie: Adolphe Julien, Arthur Boisseau, Camille Benoît, Antoine Lascoux y Vincent d'Indy.